# Gynoplistia tenuistylus
Gynoplistia tenuistylus är en tvåvingeart som beskrevs av Alexander 1929. Gynoplistia tenuistylus ingår i släktet Gynoplistia och familjen småharkrankar. Inga underarter finns listade i Catalogue of Life.